# Polvo
Polvo — американская инди-рок-группа из Чапел-Хилла, сформированная в 1990 году. Группа широко известна в качестве представителя мат-рока, несмотря на то, что она отреклась от этой категоризации в своём интервью. Их звук настолько непредсказуем и угловат, что гитариста группы часто обвиняют в неспособности играть на правильно настроенной гитаре. Песни группы и обложки альбомов часто содержат «экзотические» восточные темы. Название группы означает «осьминог» на португальском языке и «порошок» или «пыль» на испанском языке; в Испании это также жаргонное слово, означающее секс.
Несмотря на странные живые выступления на первых порах, у группы появились преданные последователи в их родном Чапел-Хилле. Сингл Can I Ride был издан на лейбле Kitchen Puff в 1991 году, после чего был подписан контракт с местным инди-лейблом Merge Records. Дебютный альбом Cor-Crane Secret был издан в 1992 году и получил в основном благоприятные отзывы. Совместные гастроли с группами Superchunk и Babes in Toyland помогли группе нарастить количество поклонников. Подход к музыке был изменён в альбоме Today’s Active Lifestyles (1993), однако вернулся в прежнее русло в последовавших мини-альбомах Celebrate the New Dark Age (1994) и This Eclipse (1995).
Впоследствии группа меняет лейбл на чикагский Touch and Go Records, ориентированный на гитарный нойз-рок. Третий альбом Exploded Drawing (1996) характеризуется уклоном в азиатскую музыку, после которого участники начинают отдаляться друг от друга. Группа вновь собирается вместе в 1997 году, для записи очередного альбома Shapes и слухи о том, что это будет их последний альбом, подтверждаются.
В 2008 году группа возобновляет свою деятельность, а окончание десятилетнего перерыва отмечает выступлением на фестивале All Tomorrow’s Parties. Группа возвращается на Merge Records, где издаются пятый In Prism (2009) и шестой Siberia (2013) альбомы.

## Дискография

### Альбомы
- Cor-Crane Secret LP/CD (Merge, 1992)
- Today’s Active Lifestyles LP/CD (Merge, 1993)
- Exploded Drawing CD/2xLP (Touch & Go, 1996)
- Shapes LP/CD (Touch & Go, 1997)
- In Prism LP/CD (Merge, 2009)
- Siberia LP/CD (Merge, 2013)
- Polvo [reissue] (2020)

### EP
- Celebrate the New Dark Age (EP/ mini album) CD/3x7" box set (Merge, 1994)
- Polvo CD (reissue of «Can I Ride» double 7"; Jesus Christ, 1995)
- This Eclipse CD EP (Merge, 1995)

### Синглы
- «Can I Ride» 2x7" (Kitchen Puff, 1991)
- «Vibracobra» 7" (Rockville, 1991)
- «El Cid» split 7" (with Erectus Monotone; Merge, 1992)
- «Tilebreaker» 7" (Merge, 1993)
- «Two Fists/All The Cliches Under Broadway» split 7" (with New Radiant Storm King; Penny Farthing, 1994)
- «Heavy Detour» 7" (Merge, 2011)

## Видео
- Right the Relation
- Thermal Treasure (XX Merge) — live
- Dream Residue/Work + Can I Ride (XX Merge) — live
- Tilebreaker
- Tragic Carpet Ride
- Vibracobra